# Avenida de Las Américas (Bogotá)
La Avenida de Las Américas es una vía que recorre la ciudad de Bogotá de oriente a occidente en su zona centro-sur. Su construcción comenzó en 1944, como un proyecto promovido por la Sociedad Colombiana de Arquitectos, y se terminó en 1946 y sirve como principal artería de conexión vial para los barrios del occidente de Bogotá principalmente de las localidades de Bosa y Kennedy principalmente los barrios de El Tintal y Patio Bonito, siendo importante el uso del Transmilenio para desplazarse en hora pico.

## Odónimo
La vía posee dos nombres: Avenida de las Américas, entre carreras 14 y 80; y, Avenida Manuel Cepeda Vargas, un ramal que se extiende desde las carreras 78C/78K y la Carrera 96. Según la curva que va generando tiene varias denominaciones numéricas.
| Nombre              | Denominación | Tramo                      |
| ------------------- | ------------ | -------------------------- |
| Av. de las Américas | Calle 23     | Carrera 30-Carrera 36      |
| Av. de las Américas | Calle 20     | Carrera 35-Carrera 50      |
| Av. de las Américas | Calle 9      | Carrera 50-Carrera 68      |
| Av. de las Américas | Calle 6      | Carrera 68-Carrera 78C/78K |
| Av. de las Américas | Diagonal 2   | Carrera 78C/78K-Carrera 80 |
| Av. de las Américas | Calle 5C     | Carrera 78K-Carrera 79C    |
| Av. de las Américas | Calle 3      | Carrera 79C-Calle 80G      |
| Av. de las Américas | Diagonal 3   | Calle 80G-Carrera 86       |
| Av. de las Américas | Calle 6      | Carrera 86-Carrera 96      |

## Historia y trazado
Nació como un proyecto vial que comunicaba el centro con Ciudad Techo, (que pasó más adelante a denominarse Ciudad Kennedy) y el antiguo Aeropuerto de Techo que funcionó como la entrada y salida aérea de la ciudad hasta 1959 cuando fue reemplazado por el actual Aeropuerto El Dorado, en una ubicación diferente. 
En el oriente, inicia en la NQS como la continuación de la Avenida Teusaquillo, entre las localidades de Teusaquillo y Puente Aranda, continúa hacia el occidente hasta atravesar la localidad de Kennedy, encontrándose en el centro de la misma el Monumento a las Banderas, atravesando muy cerca a la entrada a la Plaza de Mercado de Corabastos, la más grande del país, para girara hacia el occidente hasta encontrarse con la Avenida Ciudad de Cali, donde se está construyendo una glorieta elevada para el tránsito mixto y se prevé una futura ampliación hasta la Avenida Longitudinal de Occidente (Bogotá). Sus principales cruces son: 
- Puente sobre la Av. Ciudad de Quito (NQS/Carrera 30)
- Intersección semafórica con las Avenidas Esperanza y Cundinamarca (Carrera 36)
- Cruce férreo con barreras con el ferrocarril de occidente, (futuro RegioTram).
- Intersección semafórica con la Av. Pedro León Trabuchi (Carrera 40)
- Intersección semafórica con la carrera 43
- Intercambiador con las Avenidas Batallón Caldas (Carrera 50), Los Comuneros (Calle 6) y Colón/Centenario (Calle 13)
- Puente sobra la Av. Congreso Eucarístico (Carrera 68)
- Puente sobra la Av. Boyacá (Carrera 72)
- Intercambiador con la Av. Manuel Cepeda Vargas
- Intersección semafórica con la Av. Agoberto Mejía (Carrera 80), aquí finaliza la Av. de las Américas.

- Intercambiador con la Av. Américas en el Monumento a las Banderas (Bogotá)
- Intersección semafórica con la Av. Agoberto Mejía (Carrera 80G), como Transversal 86
- Glorieta semaforizada con la Av. Cali (Carrera 86)

## Transporte público

### Troncal Américas de TransMilenio
Es un corredor de buses tipo BRT con 7 estaciones entre las intersecciones con la Carrera 50 y la Carrera 86. Su ícono en el SITP es un cuadrado rojo con la letra F, es el segundo de tres tramos que conforman la troncal Américas. El corredor se inauguró entre el 8 de noviembre de 2003 y el 10 de enero de 2004.

### Rutas zonales
Desde el 2021 las rutas zonales (excepto las rutas alimentadoras) manejan una nueva nomenclatura basada en la existente para las troncales de Transmilenio. La letra indica hacia cuál zona se dirige el bus, mientras que los números indican la ruta que sigue el mismo. Sin embargo, aún existen rutas con la errática nomenclatura antigua.
| A129 Germania C129 Bilbao             | A405 San Diego F405 Camelia          | A507 Chapinero G507 Metrovivienda  | A513 Chapinero G513 San Bernardino      | A532 Chapinero Central G532 Metrovivienda | B401 Calle 222-UDCA F401 Tierra Buena |
| B918 Terminal Norte F918 Patio Bonito | C154 Suba Nogales                    | F402 Palmitas/Estación Banderas    | F407 La Magdalena/Estación Banderas     | F408 Tierra Buena                         |                                       |
| F409 Tierra Buena/Estación Banderas   | F511 Portal Américas G511 Porvenir   | G505 Bosa San Diego                | G519 Olarte L519 Los Laches             | G527 Metrovivienda K527 CAN               |                                       |
| H408 Diana Turbay                     | K304 Fontibón L304 San Cristóbal Sur | K810 Fontibón Brisas L810 Gaviotas | L422 Laches-El Dorado F422 Patio Bonito | {{                                        |                                       |

| 107A Jaqueline-Chapinero                  | 579 El Recreo-Centro Internacional | 593 Metrovivienda-Chicó            | 669 Galán-Gran Granada | 688 La Magdalena-Germania        |
| 787A Metrovivienda Potreritos-Teusaquillo | C1 Roma-Germania                   | E26A Rincón de Venecia-Porciúncula | T40 Catalina II-Marly  | T48 Nueva Castilla-Puente Aranda |

## Sitios importantes en la vía

### Teusaquillo

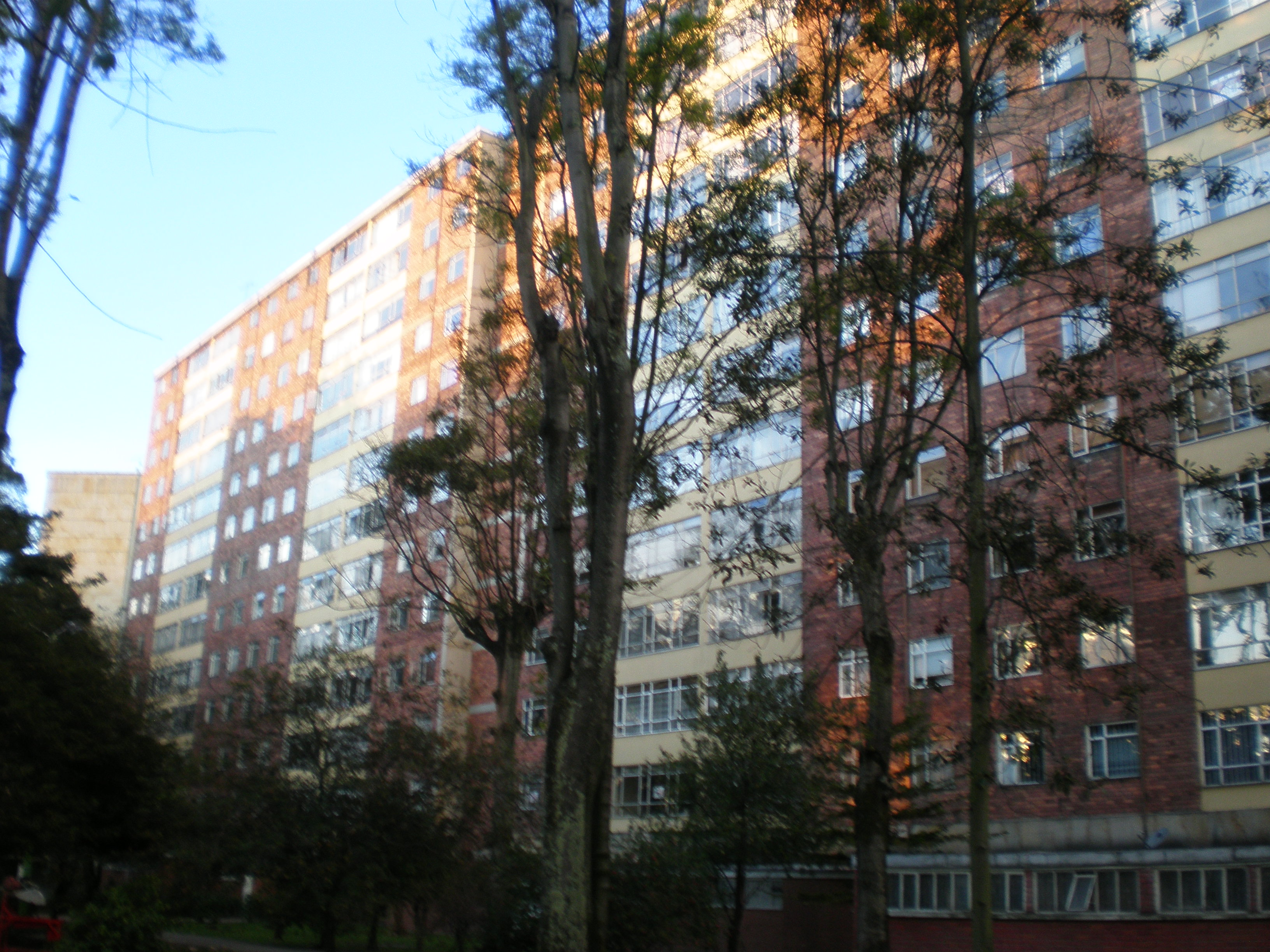
Centro urbano Antonio Nariño.

- Centro urbano Antonio Nariño, teatro Cádiz y Parroquia Santos Cosme y Damián (KR 33)

### Puente Aranda

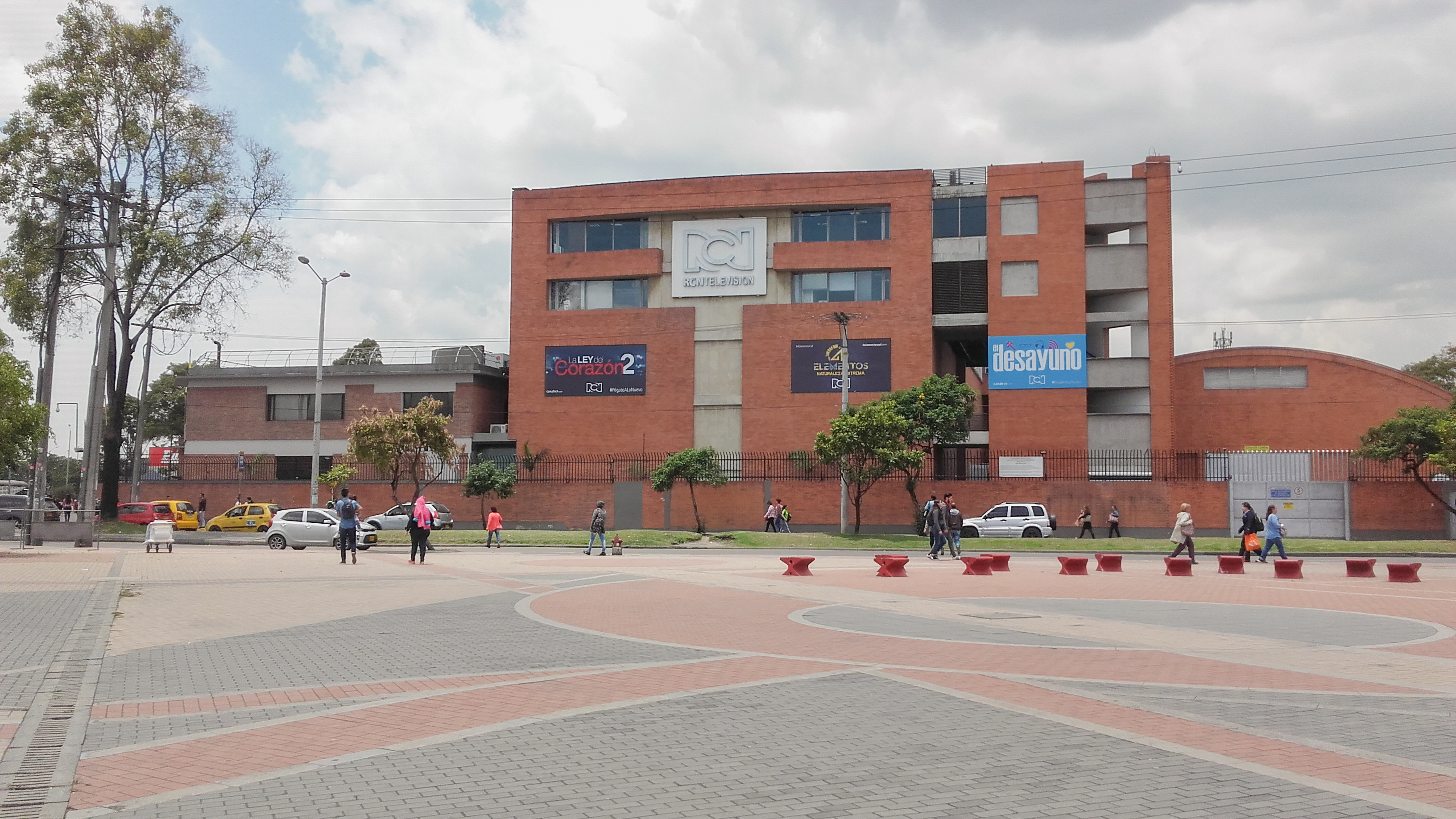
Canal RCN.

- Centro de Convenciones G12 y Misión Carismática Internacional (KR 30)
- Batallón Caldas (KR 46)
- Distrito Grafiti (KR 53)
- Centro Comercial Outlet de las Américas (KR 60)
- Centro Comercial Outlet Factory (KR 62)
- La sede del Canal RCN (KR 65)

### Kennedy
- Éxito de las Américas (KR 68)
- Carpa de Colsubsidio (KR 68)
- Clínica de Occidente (KR 71C)

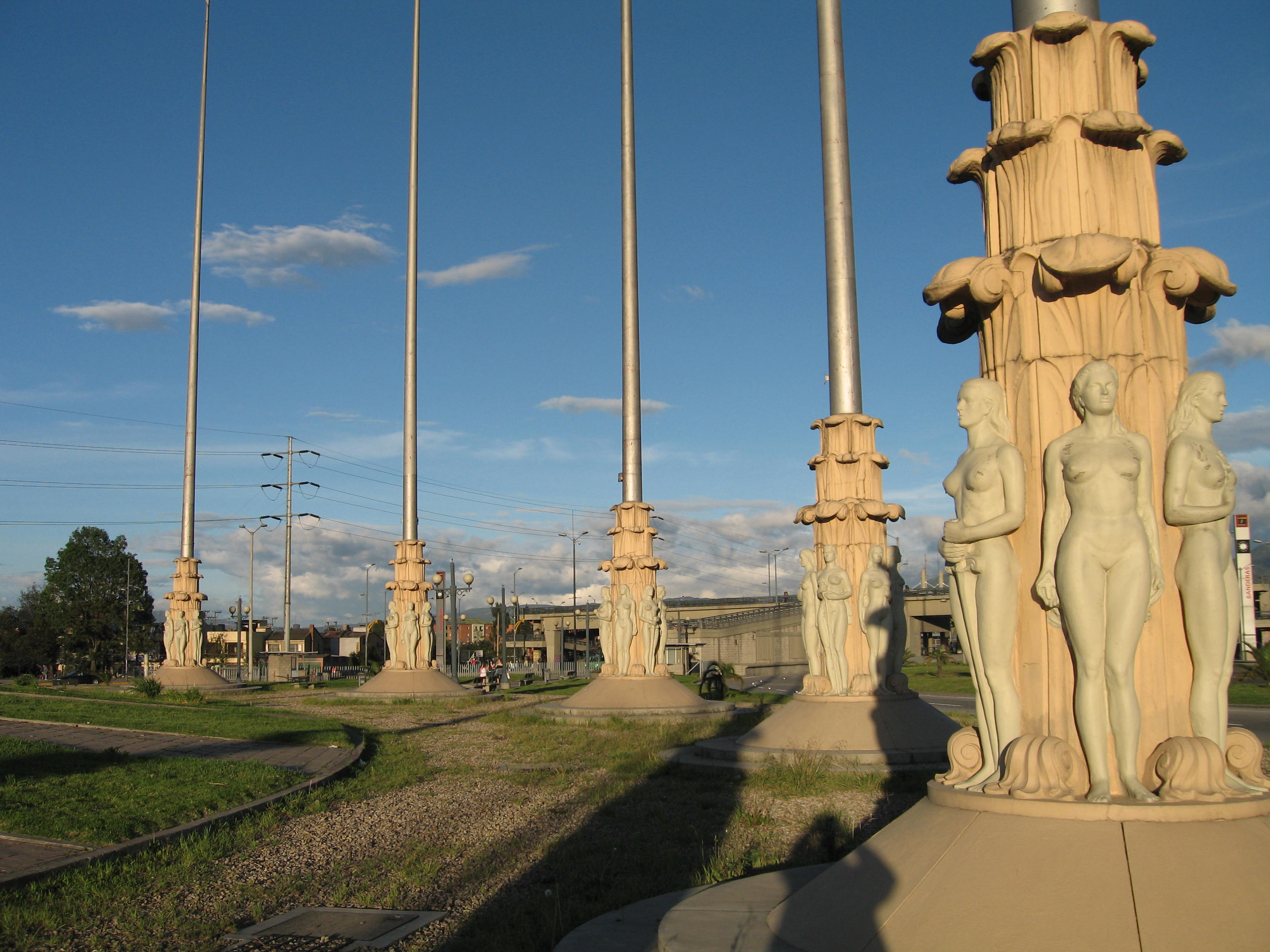
Monumento a las Banderas.

- Registraduría Auxiliar de Kennedy (KR 73C)
- El Monumento a las Banderas (KR 78K)
- Central de Abastos de Bogotá (Corabastos) (KR 80)
- Centro Comercial Tintal Plaza (KR 86)